# Río Toro Amarillo
El río Toro Amarillo es un río de Costa Rica, perteneciente a la sub-vertiente norte de la vertiente del mar Caribe.
No debe ser confundido con el río Toro, que también pertenece a la misma vertiente y al que también se le llama río Toro Amarillo, pero nace en las faldas del volcán Poás y atraviesa las provincias de Alajuela y Heredia. 

## Recorrido
Es un afluente del río Sucio. Entre sus principales afluentes se encuentra el río Blanco. 
Nace en las faldas del volcán Turrialba y atraviesa los cantones de Oreamuno (Cartago) y Pococí (Limón). 
Discurre de sur a norte, en forma casi paralela —durante parte de su trayecto— al río Sucio, con el cual finalmente une sus aguas. 
En algunas secciones presenta un llamativo color amarillo, debido a la gran cantidad de sedimentos y material volcánico que arrastra.

## Curso
Su curso es el propio de los ríos de la vertiente del Atlántico de Costa Rica.
Muestra un descenso abrupto por las montañas, para penetrar en las llanuras de la vertiente caribeña, formando un cuerpo de agua caudaloso que forma meandros y varios brazos. 
De uno de sus brazos nace el Río Tortuguero, lo permite la comunicación del río Chirripó Norte con la cuenca del Tortuguero a nivel de las llanuras de Santa Clara. 
En la zona baja de su curso es cruzado por un puente de la ruta 32, que comunica San José con Limón.
En el año 2016, una erupción de ceniza del volcán Turrialba tiñó sus aguas de color gris.